# Territorio autónomo Guaraní Charagua Iyambae
El territorio autónomo Guaraní Charagua Iyambae es una entidad territorial autónoma indígena originario campesina de Bolivia, constituida por la nación guaraní.

## Historia
Posterior a la aprobación de la Constitución de 2009, las Capitanías Guaranís de Kaaguasu y Gran Kaipipendi  Karovaicho, obtienen el 2 de agosto de 2009, el Certificado de Ancestralidad, como uno de los requisitos para acceder al Referendo Municipal de conversión a “Autonomía Indígena Originario Campesina”, toda vez que su territorio ancestral se denominó “ÑANDUIGUA” que  significa “Aguada del ñandú”, que en tiempos de la República fue denominado como “Municipio de Gutiérrez”.
El 11 de septiembre de 2020, en la Comunidad el Cruce de la Capitanía de “Gran Kaipipendi Karovaicho”, procedió a aprobarse el Estatuto de la Autonomía Indígena Guaraní de “Kereimba Iyaambae” por normas y procedimientos propios de acuerdo a lo establecido por el parágrafo II, artículo 2 de la Ley N° 1198 y la Constitución Política del Estado.
En 2015, en coordinación con el Tribunal Supremo Electoral, establecen la fecha del Referendo para el 20 de noviembre de 2016, en el que se aprueba mayoritariamente por un 63,11% la conversión en Autonomía Indígena Originario Campesina. Luego se conformó la Asamblea Estatuyente, que se encargó de elaborar el Proyecto de Estatuto Autonómico Indígena que obtuvo su Declaración de Constitucionalidad Plena N° 062/2019, emitido por el Tribunal Constitucional Plurinacional.  De esta forma el Tribunal Supremo Electoral en uso de sus atribuciones constitucionales y legales, determinó instruir al SIFDE realizar la supervisión al proceso de aprobación del Estatuto por normas y procedimientos propios, que fue aprobado mayoritariamente por los representantes del área urbana, campesina e indígena guaraní de las dos Capitanías.
Este proceso histórico, jurídico, político de la Nación Guaraní, encarado por las citadas capitanías en la nueva entidad territorial autónoma  “Kereimba Iyaambae”,  es el ejercicio y la culminación del derecho a la autodeterminación de las naciones y pueblos indígena originario campesinos, contemplado en la Constitución Política del Estado, lo que sumado a la existencia de las otras autonomías indígena originario campesinas  como Charagua Iyambae; Raqaypampa y Uru Chipaya, fortalece las “nuevas formas de gestión y administración del  Territorio y de los niveles locales del  Estado” desde la perspectiva de las Naciones y Pueblos Indígena Originario Campesinos.

## Forma de Gobierno

### Órganos de Gobierno
La estructura del Gobierno Autónomo Guaraní Charagua Iyambae se conforma de la siguiente manera:
- Ñemboati Reta - Órgano de Decisión Colectiva.
- Mborokuai Simbika Iyapoa Reta - Órgano Legislativo.
- Tëtarembiokuai Reta - Órgano Ejecutivo.[1]

#### Ñemboati Reta - Órgano de Decisión Colectiva
Es una instancia orgánica colectiva Zonal de decisión para la planificación, seguimiento, control y fiscalización de los planes, programas proyectos de comunidades u organizaciones territoriales pertenecientes a una Zona.
Se conforma por mujeres y hombres organizados en comunidades que pertenecen a una Zona y que viven en las comunidades sin discriminación alguna, sea cualquiera la condición social de los mismos y que se reúnen en asambleas. En las Zonas de Charagua Pueblo y Estación Charagua, la máxima representación orgánica se conforma por mujeres y hombres organizados territorialmente.

#### Mborokuai Simbika Iyapoa Reta - Órgano Legislativo
Es la instancia responsable de normar procedimientos y decisiones definidas por el Ñemboati Reta (Órgano de Decisión Colectiva). Tiene facultad deliberativa, legislativa y fiscalizadora por mandato específico del Ñemboati Guasu.
Está compuesto por 12 legisladores (2 por Zona) elegidos según criterios de equidad de género (6 mujeres y 6 hombres) teniendo los miembros un periodo de mandato de 5 años, siendo elegidos por una sola vez. Está conformado y presidido por una directiva y se rige según su reglamento interno.
Los legisladores son postulados y elegidos de acuerdo a normas y procedimientos propios de cada Zona bajo supervisión por el Órgano Electoral Plurinacional.

#### Tëtarembiokuai Reta - Órgano Ejecutivo
Se encarga de ejecutar los planes, programas y proyectos de acuerdo a planificación comunitaria participativa, aprobados. Está compuesto por 6 Ejecutivos, uno por cada Zona y el Tëtarembiokuai Reta Imborika (TRI).
El Ejecutivo Zonal, esta presidido por el Tëtarembiokuai, responsable de la ejecución de planes, programas y proyectos de la gestión y administración pública al interior de cada Zona. Esta autoridad es elegida por cada Ñemboati. Su periodo de gobierno es de 5 años, pudiendo ser elegidos solo una vez.
El Tëtarembiokuai Reta Imborika (TRI), es el responsable de la gestión y administración pública del Gobierno Autónomo Guaraní Charagua Iyambae en forma compartida con los Tëtarembiokuai. Tiene un periodo de mandato de 3 años.

## Organizacíon territorial

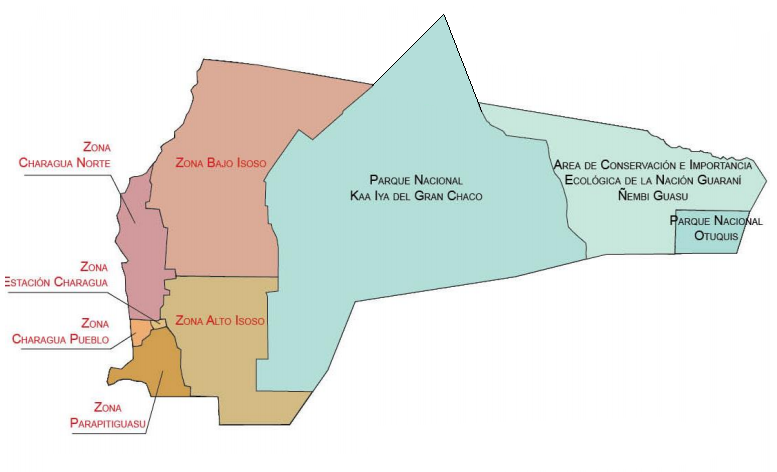
Organización territorial Guaraní Charagua Iyambae.

La Autonomía Guaraní Charagua Iyambae tiene como base territorial aquella la Provincia Cordillera del Departamento de Santa Cruz, que comprende la jurisdicción de Charagua con los territorios incluidos conforme a ley. Las zonas autónomas son espacios territoriales administrativos conformados de acuerdo a la estructura sociocultural de la población.
El Gobierno Autónomo Guaraní Charagua Iyambae, se encuentra organizado en seis zonas, dos parques nacionales y un área de conservación e importancia ecológica, que son: 
1. Zona Charagua Norte, asume el ámbito territorial de la Capitanía Charagua Norte y sus comunidades.
2. Zona Parapitiguasu, asume el ámbito territorial de la Capitanía Parapitiguasu y sus comunidades.
3. Zona Alto Isoso, asume el ámbito territorial de la Capitanía Alto Isoso y sus comunidades.
4. Zona Bajo Isoso, asume el ámbito territorial de la Capitanía Bajo Isoso y sus comunidades.
5. Zona Estación Charagua, tiene como ámbito territorial el área urbana y su área de influencia.
6. Zona Charagua Pueblo, tiene como ámbito territorial el área urbana de la ciudad Benemérita de Charagua y su área de influencia.
7. Parque nacional Kaa Iya del Gran Chaco.
8. Parque nacional Otuquis.
9. Área de Conservación e Importancia Ecológica de la Nación Guaraní Ñembi Guasu.

Las Capitanías con comunidades fuera de la jurisdicción de la Autonomía Guaraní Charagua Iyambae, que pueden ser integradas a ésta de acuerdo a la Constitución y la legislación boliviana.